# Petra tou Romiou

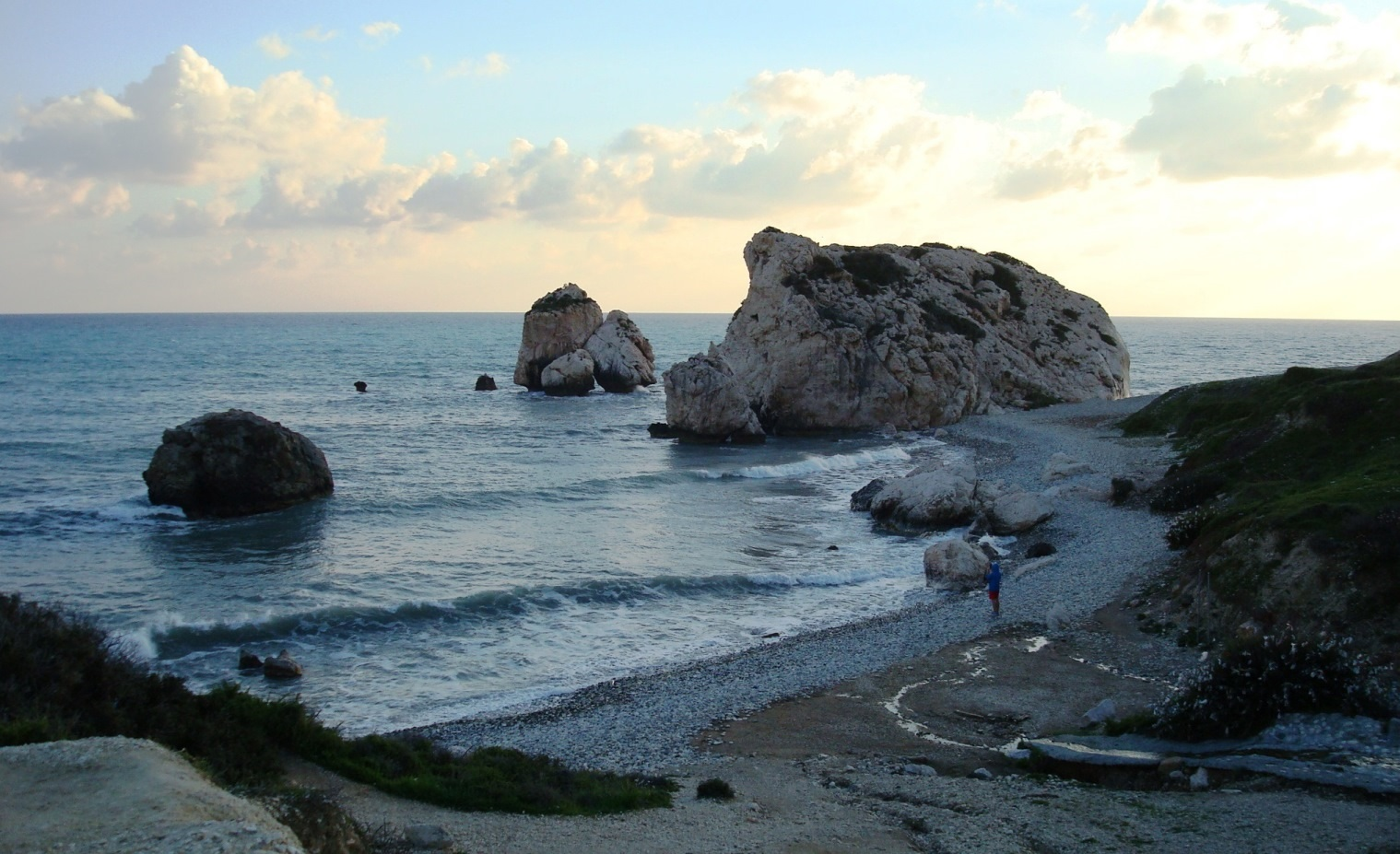
Petra tou Romiou / Felsen der Aphrodite am Strand

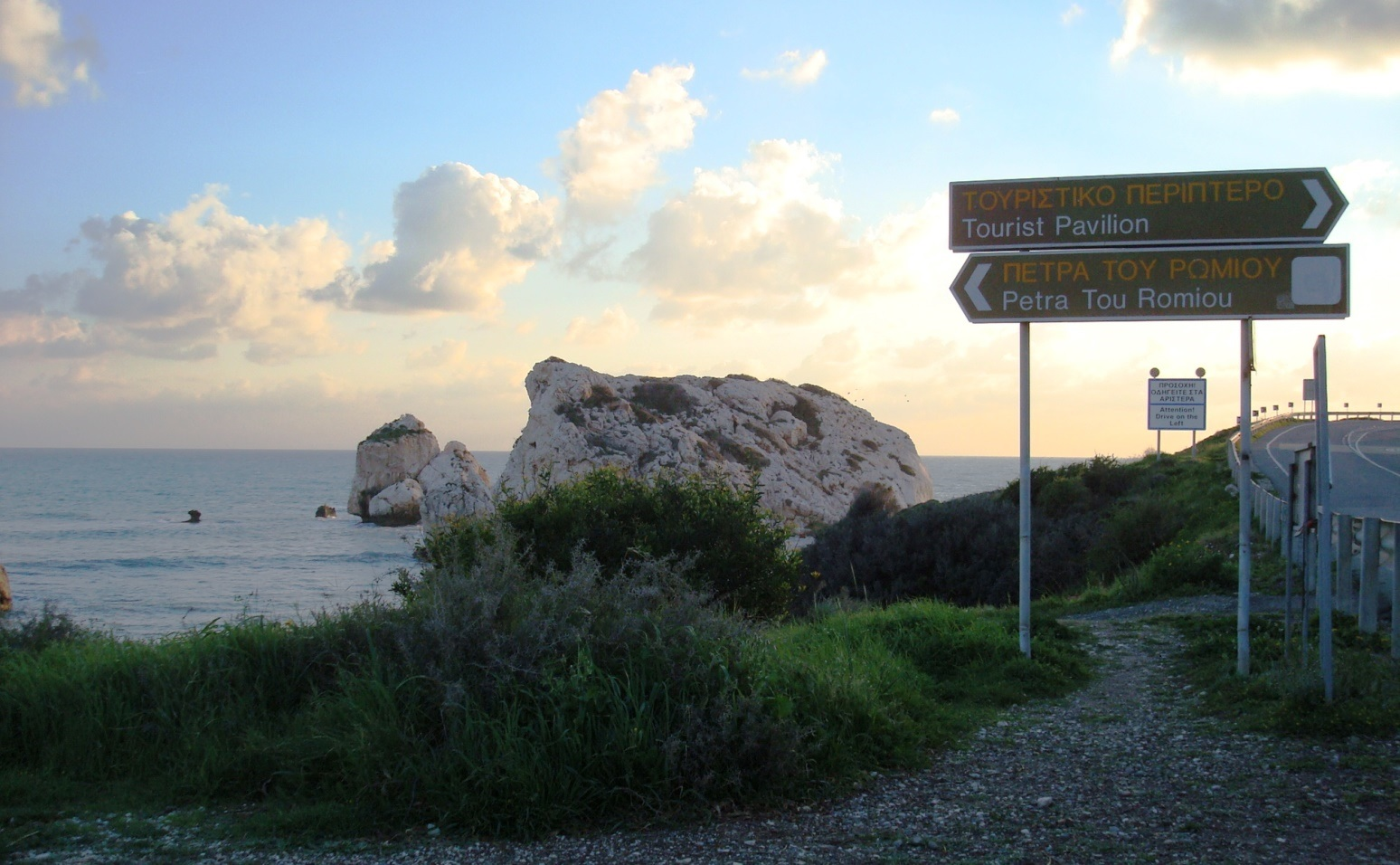
Hinweisschild auf Petra tou Romiou (im Hintergrund der Felsen der Aphrodite)

Als Petra tou Romiou (bzw. Pétra tou Romioú; griechisch Πέτρα του Ρωμιού, „Fels der Römer“ (= Byzantiner)) oder auch Felsen der Aphrodite ist ein im Mittelmeer an der südwestlichen Küste Zyperns in Kouklia liegender Felsen, an dem gemäß einer lokalen Tradition die meerschaumgeborene Göttin Aphrodite der griechischen Mythologie dem Meer entstiegen ist. 
Der Kies/Stein-Strand mit dem ins Meer ragenden Felsen befindet sich an der B6 im Südwesten Zyperns (25 km südwestlich von Paphos / Bezirk Paphos) und ist über einen touristisch erschlossenen Parkplatz (über einen die Straße unterquerenden Fußgängertunnel) zugänglich. Aufgrund der Legende ist Petra tou Romiou eine bekannte und viel besuchte Sehenswürdigkeit.

## Sonstiges
Eine weitere Legende bringt den Ort mit einer Abwehr von Piraten durch den Helden Digenis in Verbindung.

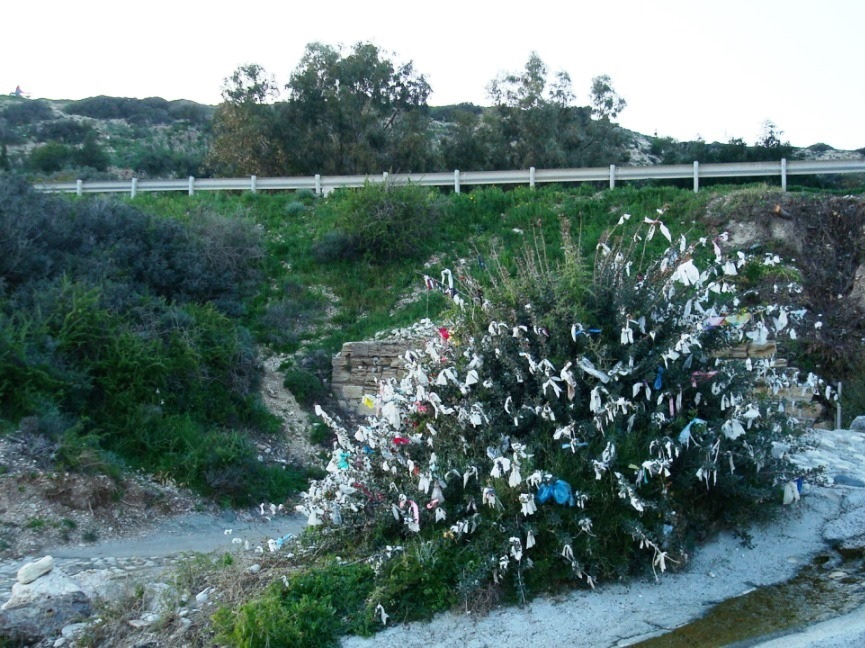
Wunsch-Strauch bei Petra tou Romiou

## Nationalpark Petra tou Romiou
Der Küstenabschnitt mit dem Felsen ist seit 2001 als Nationalpark (CY5000005) geschützt.

Ansichten des Nationalparks Petra Tou Romiou
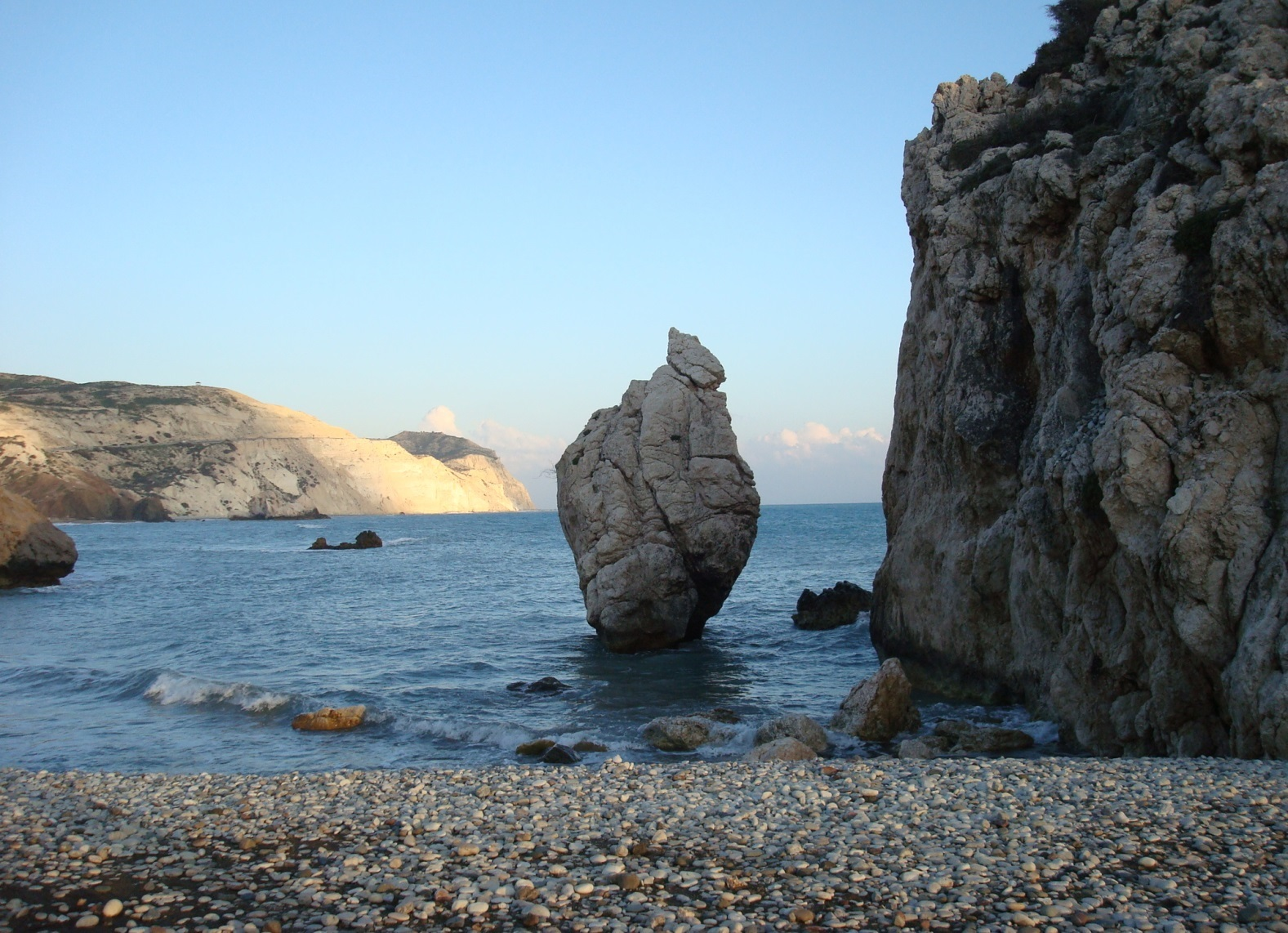
Blick nach Osten auf die als Nationalpark Petra tou Romiou geschützte Küste
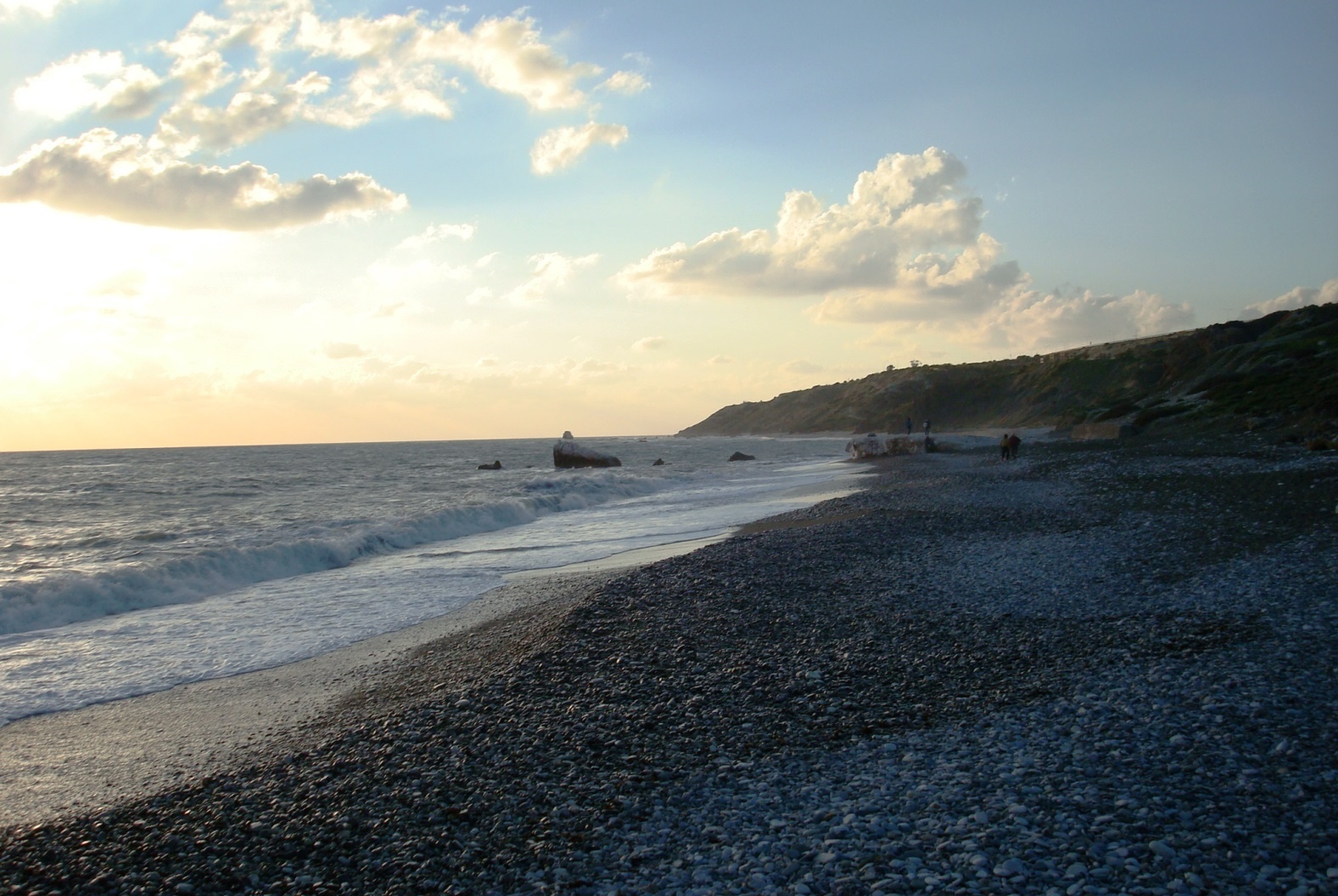
Blick nach Westen auf die als Nationalpark Petra tou Romiou geschützte Küste
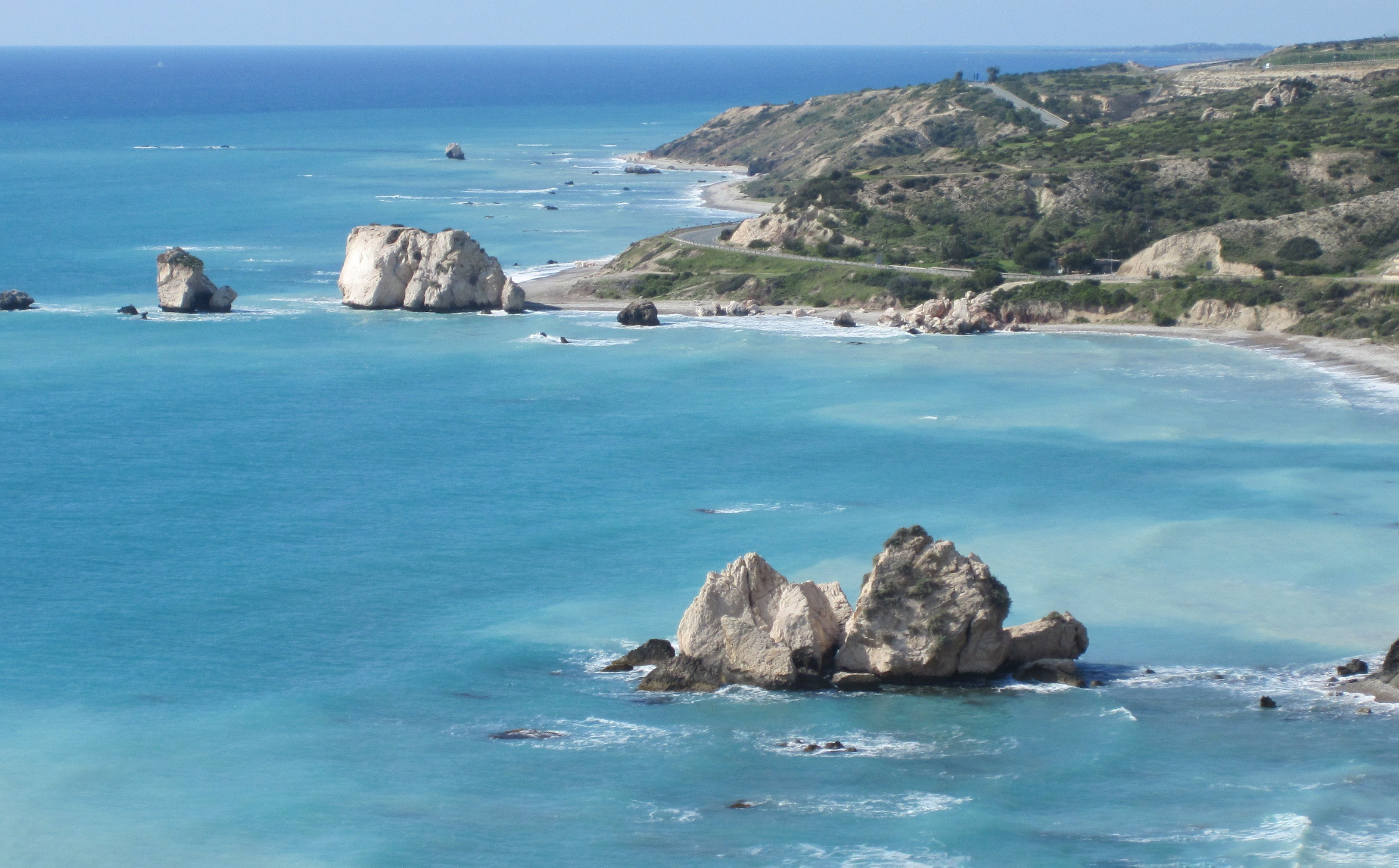
Blick auf die Küste bei Petra tou Romiou
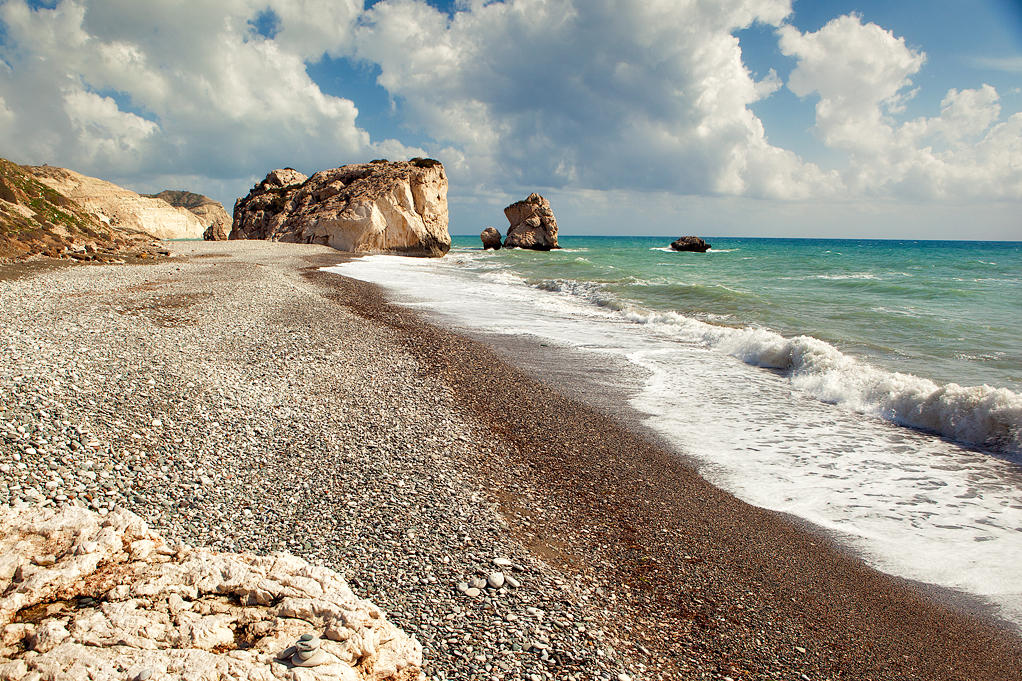
Küste mit Petra tou Romiou am Strand bei Kouklia